# Serica heteracantha
Serica heteracantha är en skalbaggsart som beskrevs av Dawson 1967. Serica heteracantha ingår i släktet Serica och familjen Melolonthidae. Inga underarter finns listade i Catalogue of Life.